# Taonura marginalis
Taonura marginalis är en svampdjursart som beskrevs av Lendenfeld 1888. Taonura marginalis ingår i släktet Taonura och familjen Thorectidae.
Artens utbredningsområde är havet kring Australien. Inga underarter finns listade i Catalogue of Life.